# Igre malih europskih država
Igre malih europskih država (eng. Games of the Small States of Europe) su višešportsko natjecanje koji organiziraju Atletski savez malih europskih država, Međunarodni atletski savez i Međunarodni olimpijski odbor na kojemu mogu sudjelovati europske države s manje od milijun stanovnika, članice AASSE-a. 
Prve Igre održane su od 23. do 26. svibnja 1985. u San Marinu. Do sada je održano ukupno devetnaest izdanja ovih igara.

## Države članice
Na Igrama se natječu države članice MOO-a koje ispunjavaju uvjete igara. Do 2009. na natjecanjima je redovito nastupalo osam država, a 1. srpnja 2009. pridružuje se i deveta država - Crna Gora. Sve države članice, osim Cipra koji je milijun stanovnika imao već 1984., su ili europske mikrodržave ili imaju manje od milijun stanovnika. Države članice Igara su:
|    | država      | članica od |
| -- | ----------- | ---------- |
| 1. | Andora      | 1985.      |
| 2. | Cipar       | 1985.      |
| 3. | Island      | 1985.      |
| 4. | Lihtenštajn | 1985.      |
| 5. | Luksemburg  | 1985.      |
| 6. | Malta       | 1985.      |
| 7. | Monako      | 2000.      |
| 8  | Crna Gora   | 2008.*     |
| 9  | San Marino  | 1985.      |

(*) Iako je savezu pristupila 2006., na Igrama je prvi put nastupila 1. srpnja 2009. 
Farski otoci su također razmišljali o pristupanju Igrama, zahtjev im je odbijen jer su nepriznata država (pod upravom Danske) i nisu član MOO-a.

## Izdanja
| izdanje | godina | nadnevak                  | domaćin     | mjesto           | države | športovi | natjecatelji |
| ------- | ------ | ------------------------- | ----------- | ---------------- | ------ | -------- | ------------ |
| 1.      | 1985.  | 23. svibnja – 26. svibnja | San Marino  | San Marino       | 8      | -        | 222          |
| 2.      | 1987.  | 14. – 17. svibnja         | Monako      | Monako           | 8      | -        | 468          |
| 3.      | 1989.  | 17. – 20. svibnja         | Cipar       | Nikozija         | 8      | -        | 675          |
| 4.      | 1991.  | 21. – 25. svibnja         | Andora      | Andorra la Vella | 8      | -        | 697          |
| 5.      | 1993.  | 25. – 29. svibnja         | Malta       | Valletta         | 8      | -        | 690          |
| 6.      | 1995.  | 29. svibnja – 3. lipnja   | Luksemburg  | Luxembourg       | 8      | -        | 684          |
| 7.      | 1997.  | 2. – 7. lipnja            | Island      | Reykjavík        | 8      | -        | 714          |
| 8.      | 1999.  | 24. – 29. svibnja         | Lihtenštajn | Vaduz            | 8      | -        | 566          |
| 9.      | 2001.  | 29. svibnja – 2. lipnja   | San Marino  | San Marino       | 8      | -        | 658          |
| 10.     | 2003.  | 2. – 7. lipnja            | Malta       | Valletta         | 8      | 10       | 765          |
| 11.     | 2005.  | 30. svibnja – 4. lipnja   | Andora      | Andorra la Vella | 8      | 10       | 793          |
| 12.     | 2007.  | 4. – 9. lipnja            | Monako      | Monako           | 8      | 12       | 786          |
| 13.     | 2009.  | 1. – 6. lipnja            | Cipar       | tri grada        | 8      | 12       | 843          |
| 14.     | 2011.  | 30. svibnja – 4. lipnja   | Lihtenštajn | Vaduz            | 9      | 9        | 750          |
| 15.     | 2013.  | 27. svibnja - 1. lipnja   | Luksemburg  | Luxembourg       | 9      | 12       | 762          |
| 16.     | 2015.  | 1. – 6. lipnja            | Island      | Reykjavík        | 9      | 11       | 789          |
| 17.     | 2017.  | 29. svibnja – 3. lipnja   | San Marino  | San Marino       | 9      | 11       | 889          |
| 18.     | 2019.  | 27. svibnja – 1. lipnja   | Crna Gora   | Budva            | 9      | 10       | 846          |
| 19.     | 2023.  | 28. svibnja – 3. lipnja   | Malta       | više gradova     | 9      | 10       | 835          |

## Športovi
Na Igrama 2013. konstituirano je 11 športova:
- atletika
- košarka
- odbojka na pijesku
- biciklizam
- gimnastika
- judo
- streljaštvo
- plivanje
- stolni tenis
- tenis
- odbojka

## Tablica odličja
Osvojena odličja zaključno s Igrama 2015. na Islandu.
| vječna ljestvica |             |      |        |        |        |
| plasman          | država      | Gold | Silver | Bronze | ukupno |
| 1.               | Island      | 452  | 353    | 339    | 1144   |
| 2.               | Cipar       | 438  | 363    | 335    | 1136   |
| 3.               | Luksemburg  | 331  | 335    | 322    | 988    |
| 4.               | Monako      | 111  | 138    | 204    | 453    |
| 5.               | Malta       | 63   | 123    | 177    | 363    |
| 6.               | Lihtenštajn | 60   | 68     | 85     | 213    |
| 7.               | San Marino  | 55   | 99     | 127    | 281    |
| 8.               | Andora      | 44   | 83     | 108    | 235    |
| 9.               | Crna Gora   | 22   | 6      | 12     | 40     |

## Vanjske poveznice
- AASSE-ova službena stranica  Arhivirana inačica izvorne stranice od 18. listopada 2018. (Wayback Machine)